# Comische Erzählungen
Comische Erzählungen (in späteren Auflagen: Komische Erzählungen) ist der Titel einer Sammlung von vier Verserzählungen von Christoph Martin Wieland, die 1765 erschien. Darin verarbeitet Wieland Geschichten aus der griechisch-römischen Mythologie, in denen erotische Begegnungen zwischen Göttern und Menschen vorkommen.

## Inhalt
Als eine Art Vorwort zu den Erzählungen zitiert Wieland aus einem Brief Plinius’ des Jüngeren an Titius Aristo. Darin verteidigt sich Plinius für die von ihm verfassten „nicht sehr ernsthafte[n]“ Verse und Komödien. Er gibt zu bedenken, dass auch die gelehrtesten und rechtschaffensten Männer, wie alle Menschen, sich zuweilen einfach nur vergnügen wollen. Mit der Bemerkung, er lese „selbst die allerfreyesten“ unter den Satyren-Schreibern, spielt er auf Werke obszönen Inhalts an.

### Das Urtheil des Paris
Der ersten Erzählung ist ein Widmungsgedicht An Herrn Doctor Z*** in B* vorangestellt. Gemeint ist ein Freund Wielands, der Arzt Johann Georg Zimmermann aus Brugg. In diesem Gedicht nennt Wieland „den feinen Schalk, den Spötter Lucian“ als Quelle seiner Erzählung.
Eris, die Göttin der Zwietracht, entfacht einen Streit zwischen den Göttinnen Hera, Athene und Aphrodite, welche von ihnen die schönste sei. Zeus bestimmt den Hirten Paris dazu, das Urteil zu fällen, und lässt die Göttinnen von Merkur (bzw. Hermes) zu Paris führen. Paris will der Entscheidung ausweichen: Er erinnert sich daran, wie er einmal zwei Mädchen verführte, indem er sie überzeugte, beide gleichermaßen zu lieben, und will nun auch von den Göttinnen keine vorziehen. Das wird aber nicht akzeptiert, und so überzeugt Paris die Göttinnen, sich auszuziehen: Er könne sein Urteil erst fällen, wenn er sie nackt sieht. Die keusche Athene sträubt sich am längsten, doch letztlich kommen alle drei seinem Wunsch nach. Paris würde am liebsten „ein einzigs Auge seyn“, kann sich aber immer noch nicht entscheiden, solange alle drei zusammen vor ihm stehen. Deshalb sollen sie nun einzeln nacheinander vor ihn treten.
Hera verspricht Paris Glück und Macht, „ja selbst die Götter-Würde“, und Athene verspricht ihm Kriegsruhm, wodurch dieser aber nicht zu bestechen ist. Aphrodite hingegen verspricht ihm die Liebe der schönsten Frau der Welt – gemeint ist Helena, die Frau des Spartanerkönigs Menelaos. Aphrodite lobt in den höchsten Tönen Helenas Schönheit, bis Paris ihr Angebot annimmt. Er bittet Aphrodite, sie möge sich für eine Nacht vorstellen, dass er Anchises sei – mit anderen Worten, er will die Göttin selbst verführen. Diese findet den Wunsch „so ziemlich unbescheiden“, kann ihn aber doch nicht ablehnen.

### Endymion
Der junge Hirt Endymion wird ständig von Nymphen umschwärmt und verwöhnt, die von seiner Schönheit angezogen werden. Die strenge und keusche Jagdgöttin Artemis, Königin der Nymphen, will dem jedoch ein Ende machen, verpflichtet die Nymphen zur Keuschheit und verbannt sie nachts aus dem Wäldern. Eros versucht vergebens, Artemis um Gnade für die Nymphen zu bitten, und deutet an, dass auch sie selbst verführbar sein könnte.
In der Nacht entdeckt Artemis den schlafenden Endymion und ist berauscht von seinem Anblick. In ihr kämpft das Begehren mit ihrer Keuschheit und dem Gedanken an ihr Ansehen, doch schließlich küsst sie ihn, lässt ihn in einen tiefen Schlaf fallen und legt sich zu ihm. Der Sex zwischen Mensch und Göttin wird vom Erzähler nicht beschrieben, sondern nur durch eine Anspielung auf Penia und Poros angedeutet, Genaueres lasse sich „nur auf griechisch sagen“.
Ein Satyr, der die ganze Nacht vergeblich nach Nymphen Ausschau gehalten hat, belauscht Artemis. Von seinem Lachen aufgeschreckt, bricht sie in Tränen aus. Sie gibt sich der Lust des Satyrn hin, in der (letztlich vergeblichen) Hoffnung, er werde ihren Fehltritt nicht weitererzählen.

### Juno und Ganymed
Der Göttervater Zeus streift in Begleitung Merkurs immer wieder über die Erde und verführt Mädchen und Frauen, oft in menschlicher oder tierischer Gestalt. Seine Frau Juno (bzw. Hera) wird als eifersüchtige und zänkische Ehefrau beschrieben, die ihrem Gatten jede Nacht lange Vorträge über dessen sittliche Verfehlungen macht. Auf einer dieser Ausflüge entdeckt Zeus den Hirtenknaben Ganymed, von dessen Schönheit er überwältigt ist. Bei seiner Rückkehr erfährt er, dass Hebe beim Ausschenken des Nektars hinfiel und sich wegen ihres hochgeschürzten Rockes versehentlich vor den anderen Göttern entblößte. Zeus nutzt die Gelegenheit, um Hebe ihr Amt als Mundschenk der Götter wegzunehmen und es an Ganymed zu übertragen, der dafür zum Olymp gebracht und mit Unsterblichkeit versehen wird.
Nach ein paar Tagen macht Juno Zeus erneut Vorwürfe: Er verhalte sich seiner hohen Stellung unwürdig, wenn er bei Tisch, in Anwesenheit der anderen Götter, sein Begehren nach Ganymed sehen lasse und ihn sogar küsse. Zeus verteidigt sich, er liebe vor allem Ganymeds „schöne[n] Geist“ und nicht seinen Körper, was Juno ihm aber nicht glaubt.
Junos Zofe Iris empfiehlt ihr, sich an Zeus zu rächen, indem sie sich auch einen Geliebten nimmt – selbst Ganymed könne sie verführen, und sollte dies tun, bevor eine der anderen Göttinnen ihr zuvorkommt. Juno erkennt, dass sie selbst von Ganymeds Schönheit bezaubert ist und dies bisher hinter Hass verborgen hat. Sie fasst einen Plan: Iris soll Ganymed in die Kunst der Liebe einführen. Am nächsten Abend lässt sie sich, nachdem sie ein Bad genommen hat, scheinbar schlafend von Ganymed überraschen und erwacht von seinen Küssen. Da kehrt Zeus von einem seiner Ausflüge zur Erde zurück. Er macht sich so klein, dass er unbemerkt in das Bad eindringen und das Liebesspiel zwischen Juno und Ganymed beobachten kann. Er ist überrascht, seine Frau, die er bisher nur als kalt und spröde erlebte, so leidenschaftlich zu sehen. Er gibt sich als Zeus zu erkennen. Juno lässt es nicht zu einem erneuten Streit kommen, sondern schlägt vor, dass sie und Zeus sich Ganymed quasi teilen können: Da Zeus sowieso nur dessen „schöne Seele“ liebe, könne sie ja mit seinem Leib vorliebnehmen.

### Aurora und Cephalus
Aurora (bzw. Eos), die ewig junge und schöne Göttin der Morgenröte, ist verheiratet mit dem alten und gebrechlichen Tithon. Während sie jung bleibt, wird Tithon immer älter, da ihm von Zeus Unsterblichkeit, aber nicht ewige Jugend verliehen wurde. Nachts schleicht Aurora sich aus dem Bett zu dem schönen und jungen Jäger Cephalus, der sie daran erinnert, wie Tithon einst in seiner Jugend aussah. Sie entführt ihn in die Götterwelt, und er findet sich plötzlich in Auroras Bett wieder. Er will ihre Hand küssen, die sie ihm aber entzieht, und sein Kuss landet auf ihrer Brust. Mit verwirrten Sinnen und von ihrer Schönheit verzaubert, hält er die Göttin für seine Frau Prokris und lässt sich von ihr verführen. Als er seinen Irrtum bemerkt, lässt er von Aurora ab und ist untröstlich, seiner einzigen Liebe untreu geworden zu sein.
Cephalus war bisher nie eifersüchtig, doch nun gelingt es Aurora, Zweifel an Prokris zu säen. Sie überzeugt ihn, Prokris’ Treue auf die Probe zu stellen, indem er sich, verwandelt in die Gestalt eines anderen Mannes, ihr nähert. Als reicher Herr Amphibolis kehrt er zu Prokris zurück, doch diese lässt sich von Reichtum nicht verführen. So kehrt er als schöner Jüngling zurück, nähert sich ihr über mehrere Tage nach und nach an, und verführt sie schließlich. Als er sich als Cephalus zu erkennen gibt, verteidigt sie sich nicht, sondern schweigt und verschwindet. Cephalus bereut seine Hinterlist, vermisst Prokris und sucht sie überall. Ihre Verführbarkeit hat er ihr verziehen, da er ja selbst (durch Aurora) verführt wurde. Auf seiner Suche nach Prokris trifft er auf die Nymphe Dryas, und von dieser erfährt er, dass Prokris sich geschworen hat, ihn für immer zu meiden. Dryas führt ihn zu einer Höhle, und dort sieht er Prokris, schlafend in den Armen eines Jünglings, der genau so aussieht, wie er selbst sich in Verwandlung ihr gezeigt hat.
Cephalus sieht ein, dass er durch seine Eifersucht und seine List die Trennung von seiner Frau selbst verursacht hat. Er beschließt, Prokris nicht zu wecken und sie ihrem neuen Geliebten zu überlassen. Er stürzt sich in einem nahegelegenen See in den Tod, doch als der Morgen graut und Aurora in ihrem Wagen über den Himmel zieht, macht sie an dem See Halt, um zu baden, findet Cephalus und will ihn retten:
Er öffnet halb den neu-belebten Blik,

Erkennt' Auror, und sinkt an ihre Brust zurük,

Nicht vor Verzweiflung mehr, vor Dankbarkeit zu sterben.

## Form, Sprach- und Erzählstil
Die Erzählungen sind in gereimten, jambischen Madrigalversen verfasst und in ungleich lange Strophen aufgeteilt.
Wie auch in seinen späteren Verserzählungen verwendet Wieland einen auktorialen, ironisch-kommentierenden Erzählstil voller Anspielungen auf mythologische, aber auch zeitgenössische Personen und Ereignisse. Die erotischen Handlungsteile werden an keiner Stelle explizit erzählt, sondern – mehr oder weniger subtil – angedeutet.
Bei der Benennung der handelnden Personen, besonders bei den Göttern, wechselt Wieland immer wieder zwischen den lateinischen und griechischen Bezeichnungen sowie verschiedenen Beinamen.

## Publikations- und Rezeptionsgeschichte
Wieland arbeitete seit 1762 an den Comischen Erzählungen, parallel zu anderen Arbeiten, wie etwa dem Don Sylvio und den Shakespeare-Übersetzungen. Die Erstausgabe erschien anonym, ohne Angabe von Verlag oder Erscheinungsort. Wegen des erotischen Inhalts der Erzählungen und der Missachtung der strengen Tugenden der Zeit stieß der Band bei Wielands Zeitgenossen teils auf Ablehnung. Von der katholischen Kirche wurde der Band auf den Index verbotener Bücher gesetzt.
Neuauflagen erschienen zu Wielands Lebzeiten in den Jahren 1768, 1784 und (als Teil der Sämmtlichen Werke) 1795. In diesen Ausgaben fehlt der einleitende Plinius-Brief, die Geschichten wurden gekürzt und, was die erotischen Stellen angeht, abgemildert. Die Erzählung Juno und Ganymed fehlte ab der dritten Auflage ganz.

## Ausgabe
- Christoph Martin Wieland: Comische Erzählungen. (Studienausgabe in Einzelbänden), hrsg. von Jan Philipp Reemtsma und Hans-Peter Nowitzki unter Mitarbeit von Clara Innocenti. Wallstein, Göttingen 2023, ISBN 978-3-8353-5336-7.